# Codice dei canoni delle Chiese orientali
Il Codice dei canoni delle Chiese orientali (in latino Codex Canonum Ecclesiarum Orientalium) costituisce il codice comune a tutte le Chiese sui iuris diverse dalla Chiesa latina. È stato promulgato da papa Giovanni Paolo II il 18 ottobre 1990, entrando in vigore a partire dal 1º ottobre 1991.
È correntemente abbreviato con la sigla CCEO, derivante dal nome latino (come allo stesso modo il Codice di diritto canonico è abbreviato con la sigla CIC).

## Storia della redazione
Sebbene la Chiesa latina avesse aggiornato il proprio codice di diritto canonico a partire dal 1983, mancava da secoli una disciplina unitaria alle Chiese orientali cattoliche, che - come scritto nel decreto Orientalium Ecclesiarum del Concilio Vaticano II - «ne rispecchiasse il patrimonio rituale e ne garantisse la salvaguardia».
Papa Giovanni XXIII prima dell'elezione al soglio pontificio svolse uno dei suoi primi incarichi diplomatici come nunzio apostolico a Sofia, e in quella occasione ebbe modo di occuparsi, nella piccola comunità cattolica bulgara, di risolvere i difficili rapporti tra i cattolici di rito latino e quelli allora detti uniati, mentre Giovanni Paolo II era ben conscio degli stessi contrasti esistenti in Polonia.
Il Sinodo straordinario del 1985 aveva del resto espresso un desiderium di veder emanato un Codex per le chiese orientali che ne salvaguardasse le caratteristiche. Nella locuzione papale si è ricordato che fin dal 1927 papa Pio XI si era pronunciato per l'urgenza di un codice delle Chiese orientali i cui lavori furono seguiti dai cardinali Pietro Gasparri, Luigi Sincero, Massimo Massimi e Pietro Agagianian, Acacio Coussa, e infine Joseph Parecattil. L'opera fu agevolata dal lavoro dei consultori, in particolare il Collegio dei Professori della Facoltà di Diritto Canonico del Pontificio Istituto Orientale, con la collaborazione dell'Institut für Kirchenrecht dell'Università di Friburgo in Brisgovia.

## Lingua
Il Codice dei canoni delle Chiese orientali è scritto in lingua latina, sebbene questa sia l'idioma ufficiale della Chiesa latina e non di quelle di rito orientale. Tra queste Chiese non esiste un'unica lingua utilizzabile in comune poiché sono presenti una varietà di idiomi, tra cui greco, arabo, rumeno, malayalam, inglese, francese, spagnolo e portoghese, e dunque la scelta è ricaduta sul latino come lingua di diritto comune in quanto esso ha una lunga storia di tradizione legale e giuridica.

## Contenuti
Il Codice dei canoni delle Chiese orientali si apre con sei canoni preliminari che riguardano la sua giurisdizione e la sua continuità nella tradizione orientale. Nello specifico, il primo canone asserisce che il codice riguarda esclusivamente le Chiese orientali cattoliche, salvo diversa indicazione; il secondo specifica che esso deve essere valutato secondo le Antiche Leggi delle Chiese Orientali; il terzo stabilisce che il CCEO non «legifera per lo più in materia liturgica» e quindi i libri liturgici sono da osservarsi se non contrari ai canoni; secondo il quarto il codice non degrada né abroga trattati o patti stipulati dalla Santa Sede con nazioni e società politiche. Infine, il quinto e il sesto dispongono, rispettivamente, il mantenimento dei diritti e privilegi concessi dalla Sede Apostolica fino all'entrata in vigore del Codice a persone fisiche o giuridiche e l'abrogazione di leggi comuni o particolari, delle consuetudini contrarie ai canoni del Codice o che riguardino materie disciplinate esaustivamente dal Codice.
I successivi canoni sono suddivisi in trenta titoli a loro volta articolati in capitoli. In totale, il Codice conta 1546 canoni, alcuni dei quali possono essere ulteriormente suddivisi in commi, indicati nel testo dal carattere "§". A differenza del Codice di Diritto Canonico dove i titoli corrispondono ad argomenti generici e astratti, nel Codice dei canoni delle Chiese orientali essi chiariscono immediatamente la materia trattata.
I primi tre titoli introduttivi ("Sui diritti e gli obblighi dei cristiani e tutti i loro diritti e obblighi", "Sulle Chiese sui iuris e sul rito", "Della suprema autorità della Chiesa") sono seguiti da sei in cui sono disciplinati gli elementi costitutivi delle Chiese orientali, ovvero le Chiese patriarcali, le arcivescovili maggiori e metropolitane, le arcieparchie, le eparchie, gli esarcati.
Successivamente il Codice tratta i fedeli, nello specifico il titolo IX (dal canone 323 al 398) tratta dei chierici, il titolo X (399-409) dei laici, mentre i canoni del titolo XI (410-571) trattano in maniera particolarmente dettagliata i monaci, gli altri religiosi e i membri degli altri istituti di vita consacrata. Seguono i canoni riguardanti la «configurazione e l'utilizzo dei mezzi necessari per assicurare, alle comunità cristiane, i beni spirituali»; in particolare al titolo XV (595-666) viene trattato il Magistero mentre il titolo XVI (667-895) dedica ampio spazio a sacramenti. Il titolo XIX (909-935) tratta le persone e gli atti giuridici e il XX (936-978) gli atti ecclesiastici, introducendo i successivi titoli (dal titolo XXI al titolo XXVIII, canoni da 979 a 1487) che disciplinano la potestà di governo e quella giudiziaria. Il codice si chiude, infine, con i titoli XXIX (1488-1539) e XXX (1540-1546) dedicati alla tipologia e all'obbligatorietà delle leggi ecclesiastiche, alla consuetudine, agli atti amministrativi, ala prescrizione e al computo del tempo.